# 120 slag i minuten
120 slag i minuten (franska: 120 battements par minute), även känd som 120 BPM (Beats per minut), är en fransk dramafilm från 2017 regisserad av Robin Campillo och med Nahuel Pérez Biscayart, Arnaud Valois och Adèle Haenel i rollerna. Filmen handlar om homosexualitet och aids-epidemin under tidigt 1990-tal i Paris. Campillo och manusförfattare Philippe Mangeot skrev om sina personliga erfarenheter med aktionsgruppen ACT UP när de utvecklade historien. Filmen hade sin världspremiär vid  Cannes Film Festival 2017, följt av screenings på andra festivaler. I Cannes vann filmen fyra priser, inklusive Grand Prix samt Queer Palm. Filmen har även vunnit flera andra priser.
Filmen utspelar sig i början av 1990-talet och visar en grupp hiv/aids-aktivister som är medlemmar av ACT UP-Paris. Aids skördar tusentals offer och frustrationen växer bland aktivisterna i ACT UP som tar till spektakulära metoder för att skapa uppmärksamhet.

## Rollista
- Nahuel Pérez Biscayart – Sean Dalmazo
- Arnaud Valois – Nathan
- Adèle Haenel – Sophie
- Antoine Reinartz – Thibault
- Felix Maritaud – Max
- Médhi Touré – Germain
- Aloïse Sauvage – Eva
- Simon Bourgade – Luc
- Catherine Vinatier – Hélène
- Saadia Ben Taieb – Seans mor
- Ariel Borenstein – Jérémie
- Théophile Ray – Marco
- Simon Guélat – Markus
- Jean-François Auguste – Fabien
- Coralie Russier – Muriel